# Cromwell (Minnesota)

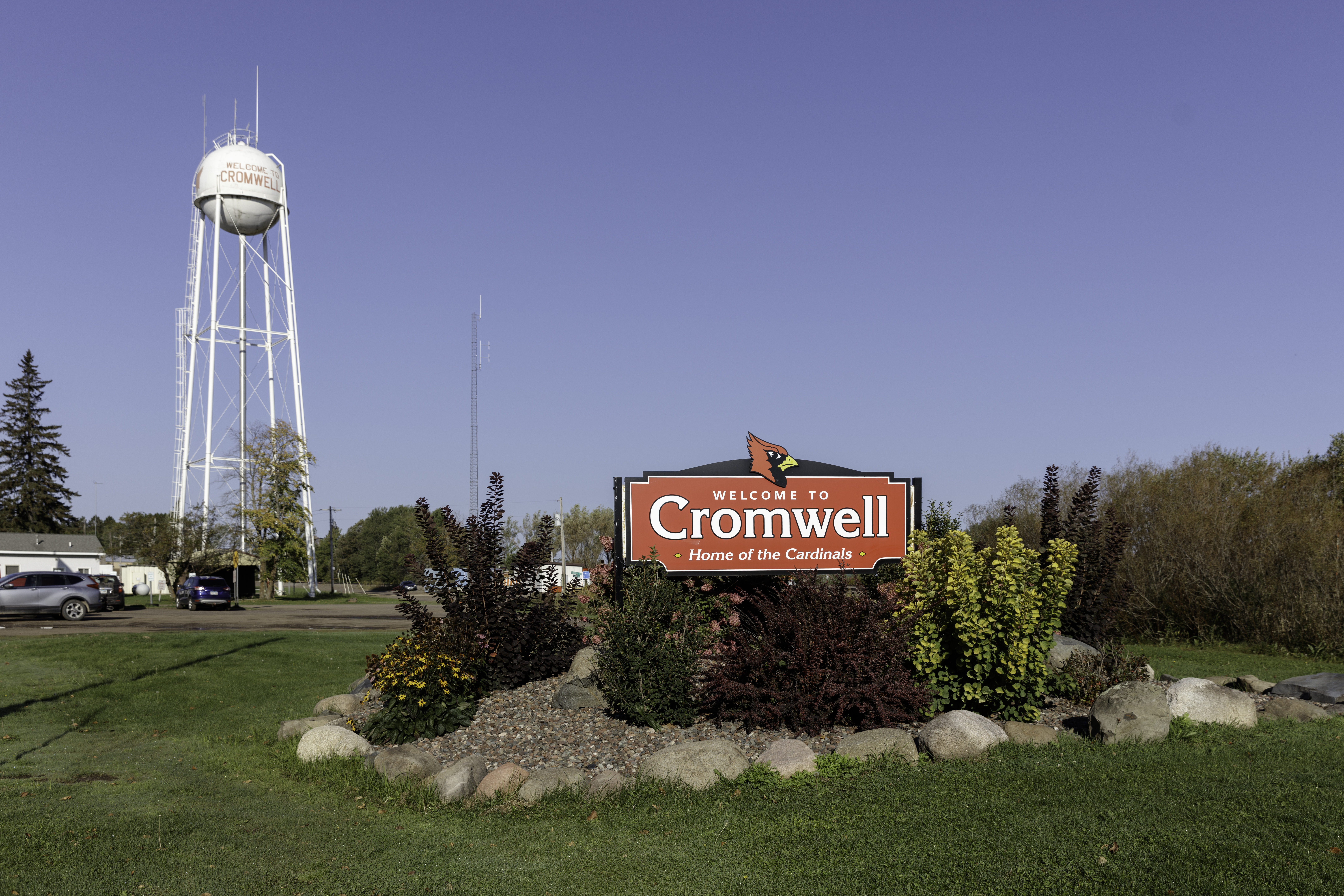
Panneau de bienvenue à Cromwell le long de la MN 210

Pour les articles homonymes, voir Cromwell.
La ville de Cromwell est située dans le comté de Carlton, dans l’État du Minnesota, aux États-Unis. Sa population s’élevait à 234 habitants lors du recensement de 2010, estimée à 231 habitants en 2017.

## Histoire
Cromwell a été incorporée en tant que city en 1903.